# Sonada

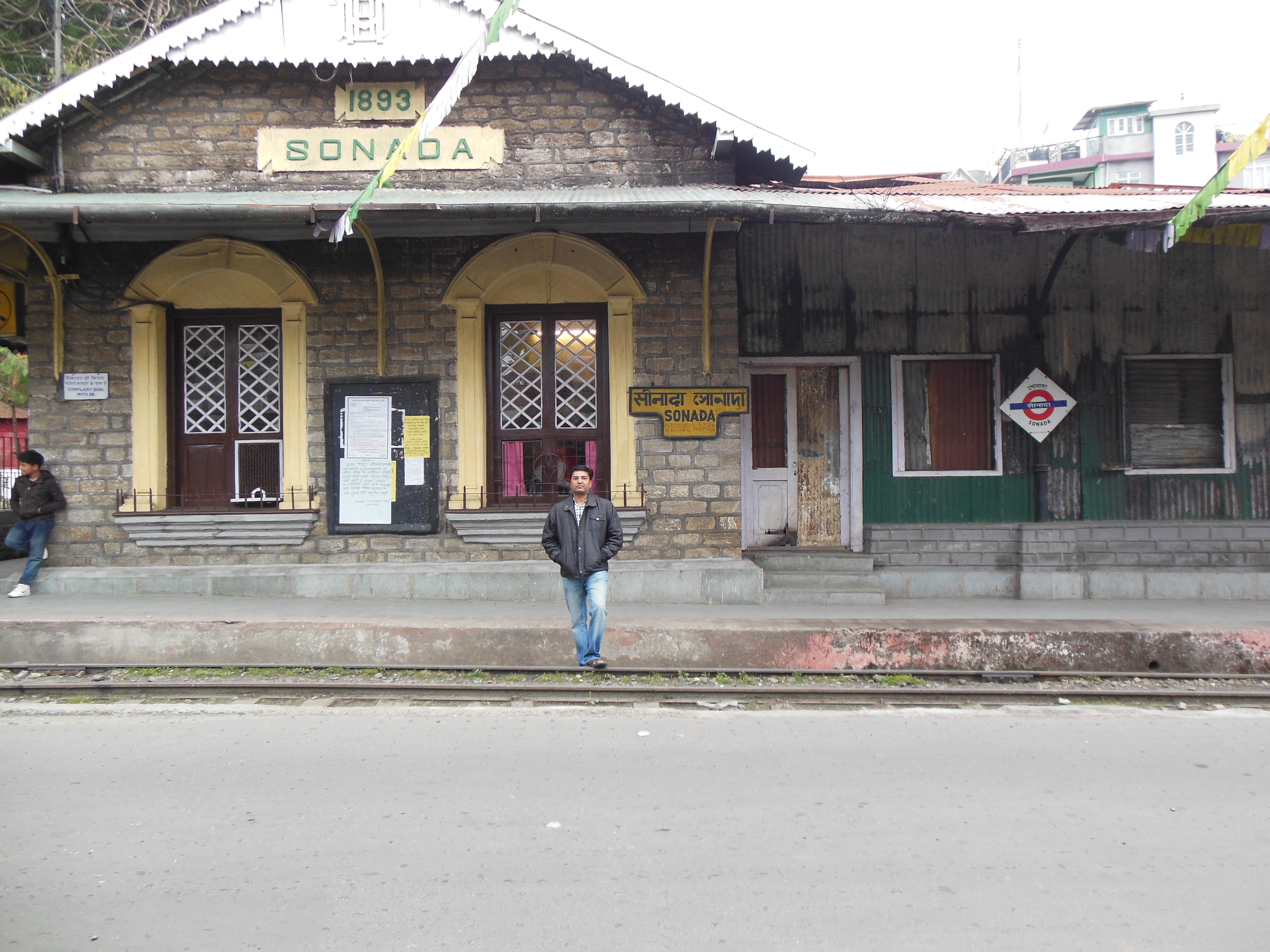

Sonada est un bourg important du district de Darjeeling, au Bengale-Occidental (Inde). Sis à quelque 2 000 mètres d’altitude, à mi-chemin entre Darjeeling et Kurseong sur la route nationale 55 (Hill Cart Road) reliant Siliguri à Darjeeling, le bourg compte de nombreuses plantations de thé, et plusieurs institutions religieuses et attractions touristiques importantes.

## Particularités
- Les plantations de thé : Mondakotee Tea Estate, Oaks Tea Estate.
- Les institutions : le monastère bouddhiste et l’institut salésien de philosophie (Salesian College).
- Les attractions touristiques : Tiger Hill (d’où, par beau temps, l’on peut voir l’Everest), et le lac de Senchal.
- Le Darjeeling Himalayan Railway (le « train-jouet ») qui longe la route nationale 55, a une gare à Sonada.

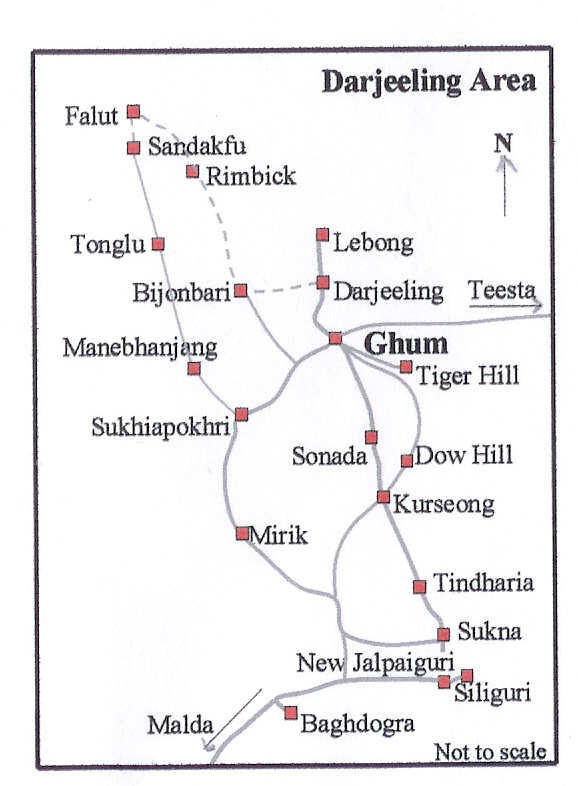
Sonada, au centre du district